# Целль (Цюрих)
Целль (нем. Zell ZH) — коммуна в Швейцарии, в кантоне Цюрих.
Входит в состав округа Винтертур. Население составляет 4938 человек (на 31 декабря 2007 года). Официальный код — 0231.